# Tennis Channel Open
Tennis Channel Open – męski turniej tenisowy kategorii ATP International Series zaliczany do cyklu ATP World Tour, rozgrywany na kortach twardych w latach 1986–2008.
Początkowo zawody rozgrywano w Scottsdale, a od roku 2006 w Las Vegas. W roku 1990 i 1991 turniej nie był rozgrywany.
Od roku 2000 do 2003 rywalizowały również kobiety.
W 2000 roku zawody sparaliżował deszcz, który uniemożliwił przeprowadzenie turnieju deblowego kobiet, a w singlu nie rozegrano finału.

## Mecze finałowe

### Gra pojedyncza mężczyzn
| Las Vegas  |                     |                    |                  |
| Rok        | Zwycięzca           | Finalista          | Wynik            |
| 2008       | Sam Querrey         | Kevin Anderson     | 4:6, 6:3, 6:4    |
| 2007       | Lleyton Hewitt      | Jürgen Melzer      | 6:4, 7:6(10)     |
| 2006       | James Blake         | Lleyton Hewitt     | 7:5, 2:6, 6:3    |
| Scottsdale |                     |                    |                  |
| Rok        | Zwycięzca           | Finalista          | Wynik            |
| 2005       | Wayne Arthurs       | Mario Ančić        | 7:5, 6:3         |
| 2004       | Vince Spadea        | Nicolas Kiefer     | 7:5, 6:7(5), 6:3 |
| 2003       | Lleyton Hewitt      | Mark Philippoussis | 6:4, 6:4         |
| 2002       | Andre Agassi        | Juan Balcells      | 6:2, 7:6(2)      |
| 2001       | Francisco Clavet    | Magnus Norman      | 6:4, 6:2         |
| 2000       | Lleyton Hewitt      | Tim Henman         | 6:4, 7:6(2)      |
| 1999       | Jan-Michael Gambill | Lleyton Hewitt     | 7:6(2), 4:6, 6:4 |
| 1998       | Andre Agassi        | Jason Stoltenberg  | 6:4, 7:6(3)      |
| 1997       | Mark Philippoussis  | Richey Reneberg    | 6:4, 7:6(4)      |
| 1996       | Wayne Ferreira      | Marcelo Ríos       | 2:6, 6:3, 6:3    |
| 1995       | Jim Courier         | Mark Philippoussis | 7:6(2), 6:4      |
| 1994       | Andre Agassi        | Luiz Mattar        | 6:4, 6:3         |
| 1993       | Andre Agassi        | Marcos Ondruska    | 6:2, 3:6, 6:3    |
| 1992       | Stefano Pescosolido | Brad Gilbert       | 6:0, 1:6, 6:4    |
| 1989       | Ivan Lendl          | Stefan Edberg      | 6:2, 6:3         |
| 1988       | Mikael Pernfors     | Glenn Layendecker  | 6:2, 6:4         |
| 1987       | Brad Gilbert        | Eliot Teltscher    | 6:2, 6:2         |
| 1986       | John McEnroe        | Kevin Curren       | 6:3, 3:6, 6:2    |

### Gra pojedyncza kobiet
| Rok  | Zwyciężczyni      | Finalistka          | Wynik         |
| 2003 | Ai Sugiyama       | Kim Clijsters       | 3:6, 7:5, 6:4 |
| 2002 | Serena Williams   | Jennifer Capriati   | 6:2, 4:6, 6:4 |
| 2001 | Lindsay Davenport | Meghann Shaughnessy | 6:2, 6:3      |
| 2000 | Martina Hingis    | Lindsay Davenport   | opady deszczu |

### Gra podwójna mężczyzn
| Las Vegas  |                                   |                                    |                         |
| Rok        | Zwycięzcy                         | Finaliści                          | Wynik                   |
| 2008       | Julien Benneteau Michaël Llodra   | Bob Bryan Mike Bryan               | 6:4, 4:6, 10-8          |
| 2007       | Bob Bryan Mike Bryan              | Jonatan Erlich Andy Ram            | 7:6(6), 6:2             |
| 2006       | Bob Bryan Mike Bryan              | Jaroslav Levinský Robert Lindstedt | 6:3, 6:2                |
| Scottsdale |                                   |                                    |                         |
| Rok        | Zwycięzcy                         | Finaliści                          | Wynik                   |
| 2005       | Bob Bryan Mike Bryan              | Wayne Arthurs Paul Hanley          | 7:5, 6:4                |
| 2004       | Rick Leach Brian MacPhie          | Jeff Coetzee Chris Haggard         | 6:3, 6:1                |
| 2003       | James Blake Mark Merklein         | Lleyton Hewitt Mark Philippoussis  | 6:4, 6:7(2), 7:6(5)     |
| 2002       | Bob Bryan Mike Bryan              | Mark Knowles Daniel Nestor         | 7:5, 7:6(6)             |
| 2001       | Donald Johnson Jared Palmer       | Marcelo Ríos Sjeng Schalken        | 7:6(3), 6:2             |
| 2000       | Jared Palmer Richey Reneberg      | Patrick Galbraith David Macpherson | 6:3, 7:5                |
| 1999       | Justin Gimelstob Richey Reneberg  | Mark Knowles Sandon Stolle         | 6:4, 6:7(4), 6:3        |
| 1998       | Cyril Suk Michael Tebbutt         | Kent Kinnear David Wheaton         | 4:6, 6:1, 7:6           |
| 1997       | Luis Lobo Javier Sánchez          | Jonas Björkman Rick Leach          | 6:3, 6:3                |
| 1996       | Rick Leach Patrick Galbraith      | Richey Reneberg Brett Steven       | 5:7, 7:5, 7:5           |
| 1995       | Trevor Kronemann David Macpherson | Luis Lobo Javier Sánchez           | 4:6, 6:3, 6:4           |
| 1994       | Jan Apell Ken Flach               | Alex O’Brien Sandon Stolle         | 6:0, 6:4                |
| 1993       | Mark Keil Dave Randall            | Luke Jensen Sandon Stolle          | 7:5, 6:4                |
| 1992       | Mark Keil Dave Randall            | Kent Kinnear Sven SAlummaa         | 4:6, 6:1, 6:2           |
| 1989       | Rick Leach Jim Pugh               | Paul Annacone Christo Van Rensburg | 6:7, 6:3, 6:2, 2:6, 6:4 |
| 1988       | Scott Davis Tim Wilkison          | Rick Leach Jim Pugh                | 6:4, 7:6                |
| 1987       | Rick Leach Jim Pugh               | Dan Goldie Mel Purcell             | 6:3, 6:2                |
| 1986       | Leonardo Lavalle Mike Leach       | Scott Davis David Pate             | 7:6, 6:4                |

### Gra podwójna kobiet
| Rok  | Zwyciężczynie              | Finalistki                        | Wynik            |
| 2003 | Kim Clijsters Ai Sugiyama  | Lisa Raymond Libuše Prusová       | 6:1, 6:4         |
| 2002 | Lisa Raymond Rennae Stubbs | Cara Black Jelena Lichowcewa      | 6:3, 5:7, 7:6(4) |
| 2001 | Lisa Raymond Rennae Stubbs | Kim Clijsters Meghann Shaughnessy | walkower         |